# یاناککالا
یاناکْکالا (به فنلاندی: Janakkala) یک منطقهٔ مسکونی در فنلاند است که در تاواستیای اصلی واقع شده‌است.